# وريدة المركز
وريدة المركز قرية سوريّة تتبع إداريّاً لمحافظة حلب منطقة منبج ناحية مركز منبج، بلغ تعداد سكانها 469 نسمة حسب التعداد السكاني لعام 2004.